# Edouard Zeckendorf
Edouard Zeckendorf (Liegi, 2 maggio 1901 – 16 maggio 1983) è stato un medico, militare e matematico belga.
In matematica egli è conosciuto per il suo lavoro sulla successione di Fibonacci ed in particolare per la dimostrazione del teorema che porta il suo nome.
Zeckendorf nacque nella città di Liegi nel 1901, figlio di un dentista olandese. Nel 1925 Zeckendorf si laureò come dottore in medicina nell'università di Liegi e si arruolò come ufficiale medico nell'armata belga. Quando la Germania invase il Belgio nel 1940, Zeckendorf fu fatto prigioniero e rimase in prigione fino al 1945. Durante questo periodo egli prestò soccorso medico ai prigionieri alleati.
Zeckendorf si congedò dall'esercito nel 1957 con il grado di colonnello.